# Lamprotornis
Lamprotornis és un gènere d'ocells de la família dels estúrnids (Sturnidae).

## Taxonomia
Segons la classificació del Congrés Ornitològic Internacional (versió 12.2, 2022) aquest gènere conté 23 espècies:
- Lamprotornis acuticaudus - Estornell cuafí
- Lamprotornis albicapillus - Estornell de coroneta blanca.
- Lamprotornis australis - Estornell de Burchell.
- Lamprotornis bicolor - Estornell bicolor.
- Lamprotornis caudatus - Estornell cuallarg.
- Lamprotornis chalcurus - Estornell cuabronzat.
- Lamprotornis chalybaeus - Estornell d'orelles blaves.
- Lamprotornis chloropterus - Estornell de Swainson.
- Lamprotornis elisabeth.
- Lamprotornis fischeri - Estornell de Fischer.
- Lamprotornis hildebrandti - Estornell de Hildebrandt.
- Lamprotornis iris - Estornell maragda.
- Lamprotornis mevesii - Estornell de Meves.
- Lamprotornis nitens - Estornell del Cap.
- Lamprotornis ornatus - Estornell de Príncipe.
- Lamprotornis pulcher - Estornell ventre-rogenc.
- Lamprotornis purpureus - Estornell porpra.
- Lamprotornis purpuroptera - Estornell de Rüppell.
- Lamprotornis regius - Estornell reial.
- Lamprotornis shelleyi - Estornell de Shelley.
- Lamprotornis splendidus - Estornell esplèndid.
- Lamprotornis superbus - Estornell superb.
- Lamprotornis unicolor - Estornell cendrós.

Tanmateix, segons el Handook of the Birds of the World i la quarta versió de la BirdLife International Checklist of the birds of the world (Desembre 2019), el gènere Lamprotornis comptaria amb 25 espècies, car es considera que dos subespècies de l'estornell de Meves (L. mevesii benguelensis i L. mevesii violacior) haurien de ser tingudes també com dos espècies apart:
- Lamprotornis benguelensis - Estornell de Benguela
- Lamprotornis violacior - Estornell de Cunene